# David Ellis (rugby à XIII)
Pour les articles homonymes, voir Ellis et David Ellis.
Pas d'image ? Cliquez ici

a Compétitions nationales et continentales officielles uniquement.

David Ellis, né le 12 mai 1957 à Leeds, est un joueur anglais de rugby à XIII qui évoluait au poste de troisième ligne. Il est ensuite devenu entraîneur. Il est surnommé « le petit terminator ». Son arrière, arrière, grande oncle est William Webb Ellis, homme auquel on a longtemps prêté l'invention du rugby.

## Biographie
Originaire du Yorkshire, il est mineur de fond à l'âge de 16 ans du côté de Leeds. Après 10 ans passés sous terre à extraire le minerai, David Ellis est jeté hors des mines de Leeds par la politique de rigueur de Margaret Thatcher au terme de la terrible année de grève de 1984-1985.
Il y perd tout mais rebondit et profite de ses talents dans la Rugby League (rugby à XIII) pour entamer une solide carrière qui l'amène jusqu'en Australie.

### Entraîneur

#### 1996-1998: Des débuts à Villeneuve-sur-Lot
Après sa carrière de joueur, David Ellis prend en main au poste d'entraîneur l'équipe rugby à XIII de Villeneuve-sur-Lot avec réussite. Durant ses trois ans au poste, le club atteint à trois reprises la finales du Championnat de France en 1996, 1997 et 1998 dont un titre en 1996. Il également part à la création du Paris Saint-Germain Rugby League aux côtés de Jacques Fourroux. Il suit également ce dernier au Racing Club de France en 1998 et met un premier pied dans le rugby à XV.

#### 2001-2005: Gloucester
IL prend ensuite en main l'équipe de rugby à XV de Gloucester où ils côtoient Philippe Saint-André et Laurent Seigne. Des joueurs français sont présents tels Olivier Azam ou Patrice Collazo. Leur capitaine est alors Phil Vickery. Il y reste quatre saisons remportant le Championnat d'Angleterre en 2002 et la Coupe d'Angleterre en 2003.
Parallèlement, il est chargé de la défense de l'équipe de France de rugby à XV de 2000 jusqu'en 2011.

#### 2005-2009: Castres olympique puis Brive
Gardant un bon souvenir de la France, il rejoint Laurent Seigne à Castres. Septième en 2006, il part au 
cours de la saison 2008 pour Brive et de démissionner de Castres.
A Brive, l'expérience n'est pas concluante et David Ellis décide de quitter le club en 2009.

#### 2009-2011: London Irish
Il revient en Angleterre et devient entraîneur adjoint aux London Irish en Championnat d'Angleterre.

#### 2012-2017: Lyon
David Ellis, est arrivé en renfort au LOU, comme consultant auprès des entraîneurs Xavier Sadourny et Tom Smith, pour aider une équipe engluée à la 8e place du championnat de Pro D2. Favoris en début de saison pour une remontée en Top14.

## Clubs

### Joueur
- Castleford Tigers
- Keighley Cougars
- Doncaster RLFC
- Townsville (Australia)
- Toowoomba (Australia)
- Brisbane (Australia)
- Batley Bulldogs
- Corbeil XIII
- Bataillon de Joinville

## Entraîneur (de la défense)
- 1995-1998 : Villeneuve-sur-Lot
- 1998-1999 : Racing club de France
- 1999-2000 :  Begles Bordeaux
- 2000-2005 : Gloucester RFC
- 2005-2007 : Castres olympique
- 2007-2009 : CA Brive
- 2000-2011 : XV de France Entraîneur-Adjoint, chargé de la défense
- 2009-2011 : London Irish
- 2012-2015 : US Bergerac Rugby
- 2012-2017 : Lyon Olympique Universitaire
- Novembre 2016 : Consultant pour le SU Agen
- 2021- : CA Sarlat

## Palmarès
- Champion de France Rugby à XIII : 1996 et finaliste en 1997 et 1998 avec Villeneuve-sur-Lot.
- Coupe d'Europe des Clubs : 1998

### Distinction personnelle
- Nuit du rugby 2014 : Meilleur staff d'entraîneur de la Pro D2 (avec Olivier Azam et Tim Lane) pour la saison 2013-2014
- Nuit du rugby 2016 : Meilleur staff d'entraîneur de la Pro D2 (avec Pierre Mignoni et Sébastien Bruno) pour la saison 2015-2016

## Anecdotes
Il existe quatre catégories dans la hiérarchie des récompenses de D. Ellis, après les rencontres disputées par le XV de France :
- Le « 100 % plaqueur » pour celui qui n'a rien raté.
- Le « meilleur plaqueur » pour l'auteur du plus grand nombre de plaquages.
- Le « destructeur » pour le plus gros « tampon ».
- La « tondeuse à gazon » pour le plaquage le plus bas.